# 黏頭凹腹鱈
黏頭凹腹鱈，為輻鰭魚綱鱈形目鼠尾鱈科的其中一種。分布於中西大西洋佛羅里達州外海及加勒比海西部海域，屬深海底棲魚類，棲息深度在450-732公尺，體長可達40公分，棲息在底層水域，生活習性不明，可做為食用魚。